# De Gekroonde Jaagschuit
De Gekroonde Jaagschuit is een rijksmonumentaal pand aan het Breed in de Nederlandse stad Hoorn (Noord-Holland). Het pand staat op de hoek van de Breed en het Achterom. Bij het ontwerp heeft de architect Adrianus Bleijs het pand twee gevels gegeven, de voorgevel, aan het Breed, is rijker gedecoreerd en is ook hoger dan die aan het Achterom. In de voorgevel is ook een gevelsteen met daarop een voorstelling van een trekschuit, met paard, schipper en een aantal passagiers geplaatst. Onder de gevelsteen staat ook de naam van het pand.

## Geschiedenis
In 1793 kocht de firma Kaag het hoekpand en begon er een koffiebranderij. Rond 1878 groeide het bedrijf uit het pand en besloot de eigenaar om Adrianus Bleijs opdracht te geven om een nieuw, representatief, pand te ontwerpen. Bleijs ontwierp het pand in de stijl van de neorenaissance. Hoewel Kaag officieel een koffiebrander was, werd er ook thee en tabak verkocht. Dit is ook op de gevel te zien, boven de ramen staat in een aantal gevelstenen onder andere: tabak, sigaren en snuif. In de bovenste ramen staat wat voor pand het was: STOOM TABAKS FABRIEK Boven de winkel bevindt zich ook een woning.
Een grote gevelsteen op de eerste verdieping toont een jaag- of trekschuit, de steen is ongeveer van het formaat van de twee naastliggende vensters. Deze gevelsteen toont de naam van het pand, boven de voorstelling is namelijk een kroon geplaatst.
Naast het exterieur heeft Bleijs ook het interieur van de winkel ontworpen, een groot deel van dit originele interieur is bewaard gebleven. In 1995 verliet Kaag de panden en verkocht ze alle drie aan vastgoedhandelaar Medec, hierdoor ontstond er de angst dat de panden het karakter zouden verliezen. Uiteindelijk kocht Stadsherstel Hoorn de panden en heeft ze opgeknapt. De winkel werd behouden en op de verdiepingen kwam een appartement.

## Trivia
- Aan de overkant van het Breed stond ooit een pand genaamd De Vergulde Jaagschuit. Beide namen verwijzen naar de trekschuiten die aan het begin van het Breed, nabij de Westerpoort aanmeerden.
- Intern was het pand verbonden met het naastgelegen pand Breed 40, onder andere de keuken van dat pand bevindt zich nog altijd in De Gekroonde Jaagschuit. De WC bevindt zich juist op het grondgebied van wat nu Achterom 102 is.[5]